# Moatize (district)
Het Moatize District is een district in de Provincie Tete in het westen van Mozambique. De hoofdstad is Moatize.
In het noorden grenst het Moatize District aan het Tsangano District, in het noordwesten en het westen grenst het aan het Chiuta District, in het zuidwesten grenst het aan het Changara District en de stad Tete, in het zuiden grenst het aan het Guro District en het Tambara District in de Provincie Manica, in het zuidoosten grenst het het Mutarara District en in het oosten grenst het aan Malawi.